# Грабічина-де-Сус
Грабічина-де-Сус (рум. Grabicina de Sus) — село у повіті Бузеу в Румунії. Входить до складу комуни Скорцоаса.
Село розташоване на відстані 119 км на північ від Бухареста, 33 км на північ від Бузеу, 106 км на захід від Галаца, 85 км на схід від Брашова.

## Населення
За даними перепису населення 2002 року у селі проживали 3 особи.